# Caserma Matteo Miotto
La Caserma Matteo Miotto ex Site Pluto è il nome di un'installazione militare statunitense situata nel comune di Longare (VI), e in passato utilizzata come deposito di "munizioni speciali" (sinonimo per munizioni nucleari) dell'Esercito statunitense, destinate anche all'impiego da parte di reparti dell'Alleanza Atlantica (NATO) (per questi ultimi soltanto in caso di conflitto).
Il sito venne costruito a partire dal 1954, sfruttando una rete di grotte carsiche sotterranee che si intersecano nel sottosuolo del vicentino tra Longare e Costozza, ulteriormente ampliate ed allungate.

Come deposito bombe il sito fu dismesso nel 1992 a causa dei mutati scenari strategici e il conseguente ritiro del munizionamento nucleare in dotazione alla 3ª Brigata missili "Aquileia" dell'Esercito Italiano a seguito dell'Operazione "Echo Silent", ma dal 2012 è stato riqualificato e riutilizzato come "Centro per l'addestramento unificato".
Il 7 maggio 2024 la caserma è stata intitolata al soldato vicentino Matteo Miotto, morto in Afghanistan nel 2010.

## Le grotte
La rete di gallerie era già stata scoperta in epoca romana, ed era stata paragonata al labirinto di Minosse a Creta per via delle notevoli dimensioni.
Mappate nel 1759 (il disegno è datato 9 maggio) da Giovanni Domenico Dell'Acqua, pubblico perito della città di Vicenza, le cosiddette Grotte di Costozza apparivano come una fitta rete di larghi cunicoli e cavità, stimata già allora in 30 000 metri quadrati di superficie.
Dell'Acqua le definì "una delle più singolari maraviglie d'Italia". All'interno si trovava uno stagno largo sino a 80 metri. Le grotte venivano usate dai paesani di Longare come centro di aggregazione e furono usate anche come cava di pietra, venendo sensibilmente ampliate. Durante gli scavi era necessario lasciare intatte pareti di pietra per sostenere la volta, che era fragile e avrebbe rischiato di cedere: questo rese le grotte artificiali tortuose quasi quanto quelle naturali.
Durante la seconda guerra mondiale le grotte furono utilizzate per installarvi una fabbrica (CARIM) di motori, di proprietà dell'Alfa Romeo, che ospitava tremila operai e produceva propulsori per i mezzi bellici; questo impianto fu possibile per via delle peculiari condizioni climatiche della grotta, che grazie alle correnti dei cunicoli manteneva una temperatura di 12 gradi, costante lungo tutto l'anno. La fabbrica venne requisita e gestita dai tedeschi dopo l'armistizio dell'8 settembre 1943.

## L'apertura di Site Pluto
Quando nel 1955 l'Austria si dichiarò neutrale nella Guerra Fredda, gli Stati Uniti trasferirono i 10.000 soldati di stanza oltralpe in territorio italiano, in gran parte nella base di Vicenza. L'anno successivo la città divenne sede della SETAF, la Southern European Task Force, composta principalmente da due battaglioni di artiglieria ed un reggimento di paracadutisti la cui missione principale era la custodia e l'impiego delle armi nucleari tattiche statunitensi presenti in Italia.
Su richiesta del comando americano, lo Stato italiano espropriò i tre quinti dei possedimenti nei pressi di Longare da cui si dipartivano le grotte, cedendoli agli Stati Uniti: in totale vennero ceduti 30.000 metri quadrati di superficie su 50.000 totali.
Questa concessione rientrava probabilmente nell'ambito di un accordo militare stipulato tra USA e Italia il 20 ottobre 1954, il cui contenuto è tuttavia segreto. Il sito era affidato alla 559th Field Artillery, di cui facevano parte la 69th Ordnance Company, che aveva compito della manutenzione delle testate, e il 28th Field Artillery Detachment americano cui era affidata l'eventuale difesa. Concorreva alla vigilanza del sito anche la Compagnia "Pluto" dei Carabinieri stanziata presso la caserma "Chinotto" di Vicenza.
L'ingresso alle grotte venne chiuso ai civili e iniziarono una serie di opere di consolidamento e costruzione sotterranea. Non lontano dal sito di Longare, nella località Tormeno, si trovava inoltre un deposito munizioni convenzionali appartenente alla SETAF. A San Rocco di Longare, sulla sommità della collina che ospitava Site Pluto, era operativo un sito della difesa missilistica antiaerea costituita dall'8ª Batteria del 2º Gruppo del 5º Reggimento artiglieria missili contraerei dell'Esercito italiano, con 18 missili Raytheon MIM-23 Hawk di pronto impiego.

## La necessità strategica

### La "Serie Dottrinale 500"
La base era pensata come parte della struttura difensiva NATO in caso di invasione dei confini orientali italiani (ad esempio, dal blocco balcanico, cd. Soglia di Gorizia). In questo scenario, il Friuli, la Venezia-Giulia e il Veneto sarebbero stati campo di scontro tra le forze occidentali della NATO e quelle sovietiche del Patto di Varsavia.
La dottrina NATO ("Serie Dottrinale 500") prevedeva fino all'inizio degli anni Sessanta l'impiego massiccio di armi nucleari, anche a livello tattico, in caso di invasione sovietica per controbilanciare quella che l'Alleanza nord-atlantica percepiva come una schiacciante superiorità convenzionale del Patto di Varsavia.
L'eventuale invasione sarebbe avvenuta, secondo lo scenario ipotizzato, tramite carri armati, un elemento dove il blocco occidentale era notevolmente svantaggiato dal punto di vista del numero di unità schierabili. Il piano NATO prevedeva l'utilizzo di Alpini d'arresto, Fanteria d'Arresto e Genio Guastatori come forze di interferenza e di arresto dell'avanzata, utilizzando anche mine atomiche per interdire passaggi montani, vie di comunicazioni (strade / ponti / ferrovie), che avrebbero dovuto far guadagnare tempo sufficiente all'intervento delle armi atomiche statunitense. Le forze in campo non avrebbero avuto possibilità di vittoria, ma avrebbero permesso l'utilizzo di mine nucleari e di artiglieria con proiettili atomici.
Per questo vennero stanziati i reparti di artiglieria statunitense e vennero effettuati alcuni test in bianco di mine nucleari presso il poligono militare di Romano d'Ezzelino.
L'utilizzo di artiglieria avrebbe dovuto sopperire ai divieti riguardanti i missili a lunga gittata, e avrebbe dovuto garantire una cadenza di fuoco con proiettili nucleari estremamente elevata, nell'ordine di un colpo ogni 15 secondi. Le armi in dotazione erano i missili Honest John, sostituiti poi dai Lance, e cannoni M107, poi M-110 e cannoni M-109, che avrebbero dovuto usare rispettivamente proiettili "W-79" (5-10 kiloton) e W-48 (0,072 kiloton), poi sostituiti con i W-82 (2 kiloton). Il raggio utile si aggirava tra i 20 e i 30 km. 

### Le "Serie Dottrinali 600", "700", "800", "900"
Un secondo piano strategico, Serie Dottrinale 600 (emanata nel 1958), stabiliva che in caso di invasione, da Vicenza si sarebbe bombardato il terreno verso l'invasore tirando anche "negli spazi liberi fra gli elementi della difesa", cosa che avrebbe coinvolto numerose perdite civili.
La Serie Dottrinale 700 (emanata nel 1963) avanzò la linea di bombardamento verso il confine, aumentando il ruolo delle truppe terrestri.
Mentre la Serie Dottrinale 800 (emanata nel 1971) vincolava l'uso di armi nucleari difensive ad un loro eventuale uso offensivo.
Alla fine degli anni Settanta venne emanata la Serie Dottrinale 900, che riduceva il peso dell'arsenale nucleare in favore di una strategia integrata di truppe terrestri e forze aeree.

### Le inchieste giornalistiche
L'11 giugno 1989 sulla rivista Epoca comparve un'inchiesta giornalistica a firma Giulio di Vita, che stimava in una tonnellata il plutonio presente a Vicenza, e faceva notare il rischio di sabotaggi e di incidenti in un'area densamente popolata.
Il 18 giugno 1989 il giornalista di Nuova Vicenza Alessandro Mognon pubblicò un'inchiesta dal titolo Longare, polveriera nucleare, esponendo numerosi fatti relativi al sito fino ad allora mantenuti segreti.

## Le armi presenti a Site Pluto
Nel deposito di Longare si sono succedute nel tempo diverse tipologie di granate di artiglieria, testate missilistiche e altri ordigni nucleari.

### Mine nucleari
Si trattava di mine terrestri di potenza estremamente variabile, da 0,1 a 15 kilotoni, e di peso contenuto ad una ventina di kg. Denominate "ADM" (Atomic Demolition Munition) o SADM (Special Atomic Demolition Munition), potevano essere trasportate da uomini o da paracadutisti, e sarebbero state usate per bloccare il transito nei colli di bottiglia dei passi alpini. Uno studio dell'analista statunitense William M. Arkin del 1989 stimava in 24 ordigni la consistenza di queste armi nei depositi italiani. Le prime vennero consegnate intorno al 1963.

### Proiettili di artiglieria
Una parte importante delle armi presenti nel deposito di Longare fu sempre rappresentata dalle granate atomiche per i reparti di artiglieria, prevalentemente italiani, dotati di doppia capacità convenzionale/nucleare. Le granate nucleari, come tutte le armi statunitensi di questo tipo che avrebbero potuto essere usate da reparti dell'Esercito Italiano, erano impiegabili sotto il cosiddetto regime della "doppia chiave". Cioè il loro impiego doveva essere autorizzato congiuntamente sia dal Governo statunitense che da quello italiano. Le granate presenti a Longare furono quasi certamente dei calibri 155 e 203 mm per gli obici e i cannoni in dotazione ai gruppi di artiglieria della 3ª Brigata missili dell'Esercito italiano.

### Testate per missili superficie-superficie
Nel Site Pluto venivano custodite anche alcune delle testate nucleari e convenzionali che sarebbero state impiegate con i missili superficie-superficie in dotazione sia alle unità della SETAF (missili Corporal fino al 1963 e missili Sergeant dal 1963 al 1970 del 5th Battalion/30th Artillery poi Lance) che italiane (missili Honest John poi sostituiti dai missili Lance). I missili MGM-52 Lance, in sostituzione degli originari MGR-1 "Honest John", restarono in servizio sino al 1992, quando a seguito della riduzione delle armi nucleari tattiche in Europa e il ritiro di tutte le armi con capacità nucleare da parte dell'Esercito statunitense, venne sciolta la 3ª Brigata missili "Aquileia" che ne era equipaggiata. I Lance erano dotati di testate di potenza estremamente variabile, le W70, da 1 a 100 kilotoni e avevano una gittata massima di 125 km.

### Testate per missili superficie-aria
Oltre agli ordigni per l'artiglieria terrestre, nel Site Pluto vennero custodite fino al 1976 anche alcune testate nucleari destinate ad essere impiegate con i missili superficie-aria Nike Hercules in dotazione alla 1ª Aerobrigata (successivamente 1ª Brigata Aerea) IT (Intercettori Teleguidati) dell'Aeronautica Militare italiana, le cui basi erano distribuite in tutto il nord-est Italia. L'apparente contraddizione tra la conservazione delle testate in un deposito dell'Esercito USA e l'impiego invece delle stesse da parte dell'Aeronautica italiana è spiegabile con i diversi ordinamenti delle rispettive Forze Armate. Negli Stati Uniti la difesa aerea anche a media ad alta quota era responsabilità dell'US Army, mentre in Italia è sempre stata competenza dell'Aeronautica Militare. La maggior parte delle testate nucleari per i missili Nike Hercules italiani era tuttavia conservata nelle stesse basi di potenziale impiego, custodite da distaccamenti di militari statunitensi. Fu 12 il numero delle basi Nike Hercules in Italia nel momento di massima espansione.

## Gli altri depositi "speciali" per le forze terrestri
Le munizioni nucleari destinate ad equipaggiare le unità con doppia capacità dell'Esercito Italiano erano custodite oltre che presso il Site Pluto, che era totalmente sotto il controllo statunitense e fungeva da riserva strategica di teatro oltre che da punto di transito e manutenzione delle testate, anche presso alcuni depositi dell'Esercito Italiano sorvegliati anche da reparti statunitensi. Questi depositi, tutti nel nord-est d'Italia, si trovavano in prossimità delle caserme che ospitavano i reparti dotati delle artiglierie o dei missili con capacità nucleare:
- sito Algol a Palù di Orsago (TV) associato alla caserma di Codognè;[2]
- sito Rigel a Naz-Sciaves (BZ) nei pressi della caserma di Elvas;[2]
- sito Aldebaran di Chiarano (TV) dipendente dalla caserma di Oderzo;[2]
- site Castor di Alvisopoli (VE), dipendente dalla caserma di Portogruaro[2]

## La chiusura e gli incidenti
Con la definizione della nuova dottrina USA "Airland Battle" l'importanza dell'impiego di armi nucleari tattiche venne meno tant'è che dal 1983 non si segnalano più attività di trasporto/deposito. La fine della guerra fredda pose fine all'importanza strategica del sito, finché il 26 marzo 1992 venne celebrata la cerimonia di chiusura. Il sito venne effettivamente chiuso solo il 15 maggio successivo. Pochi mesi dopo fu chiusa anche la base di San Rocco.
Solo poche settimane dopo, il 5 giugno 1992 su Nuova Vicenza Mognon pubblicava un articolo dal titolo "Tracce di radioattività a Site Pluto e i militari cementano una galleria – Inviato in segreto dagli Stati Uniti un reparto speciale a Longare", in cui documentava la chiusura di alcune gallerie con del cemento, portato alla base in segreto da alcune betoniere, un metodo di intervento tipico delle fughe di materiale radioattivo: il cemento ferma le particelle alfa e beta, riducendo gli effetti di una contaminazione.
Il 12 luglio 1993 venne predisposta un'indagine ambientale sul tasso di radioattività dell'area, che concluse che i parametri di radioattività rientravano nei limiti previsti dai trattati internazionali.
Lo studio venne contestato, dato che prese in considerazione solo il terreno e l'aria ma non l'acqua, e che non misurò la presenza di particelle alfa. Vennero contestate anche la scelta dei luoghi di prelievo e il fatto che i risultati furono "appiattiti" su tutta l'area, ignorando il fatto che le concentrazioni delle sostanze misurate aumentavano notevolmente nei pressi della base.
Da quella data il Site Pluto non dovrebbe più ospitare armamenti speciali, cioè nucleari. Resta tuttavia attivo e presidiato, sia probabilmente per la conservazione di armamenti convenzionali che come struttura in stand-by per una possibile riattivazione in caso di crisi internazionale.
Nel 2000 si parlò di un incidente nelle gallerie di Site Pluto quando i tetti di otto depositi collassarono. Il fatto è stato al centro di una interpellanza parlamentare del senatore Fernando Rossi, il 2 maggio 2007.
Nel 2007 sono cominciati nuovi lavori nel perimetro delle basi di Longare e Tormeno che avrebbero il ruolo di consolidare le opere presenti nelle gallerie e di costruire nuovi depositi per armi leggere.

## Conseguenze sugli abitanti
Già nelle inchieste degli anni ottanta si avanzava l'ipotesi di conseguenze per la salute dei cittadini della zona in seguito alla presenza di materiale nucleare.
Nel 2002 il "Distretto Socio Sanitario Sud-Est" ha realizzato uno studio epidemiologico dal titolo “Mortalità per tumore nei Distretti Socio Sanitari dell'U.L.S.S. N. 6 e nei Comuni del Distretto Socio Sanitario Sud-Est – Decennio 1990-1999 (Dott.ssa Verena Jauch, agosto 2002). Stando allo studio, la mortalità per tumore nel periodo seguente il presunto incidente è aumentata del 18,2%, soprattutto riguardo a leucemia e mieloma (+25%).

## Usi futuri
Il Ministero della Difesa americano ha previsto di costruire nella metà del 2013, all'interno dei 22 ettari del Sito Pluto, un Mission training complex, un Centro per l'addestramento unificato dell'US Army. La struttura si svilupperà su un'area di 5 ettari e "...sarà un vero e proprio centro all'avanguardia, dotato di tecnologie di ultima generazione. Potrà ospitare quasi 300 militari al giorno, nel caso delle esercitazioni più gravose. Le unità di stanza a Vicenza, grazie alla nuova struttura, potranno condurre addestramenti mirati, pianificando missioni e simulando ambienti virtuali. L'obiettivo è quello di mantenere «un alto livello di prontezza operativa»".